# Luna Rossa (Film)
Luna Rossa (deutscher Untertitel: Roter Mond über Neapel) ist ein deutsch-italienischer Filmessay von Georg Brintrup aus dem Jahr 1998. Produziert wurde er von Brintrup Filmproduktion, Arte/ZDF und RAI.

## Handlung
Zwei Neapolitaner, Tony und Ciro, sind im Auto auf dem Weg zu einem Filmshooting. Sie hören im Radio das berühmte Lied „Luna Rossa“, als die Sendung plötzlich von einer aktuellen Meldung unterbrochen wird: wieder hat die Camorra zugeschlagen, ein 14-jähriger Junge wurde erschossen. Die beiden beklagen, dass ihre Stadt krank sei, fast so wie das traditionelle Neapolitanische Lied, das sich scheinbar im Schlafzustand befindet wie der Vesuv.
Sie erreichen ihr Ziel: ein Theater, in dem die Aufnahmen für einen Film über die Ursprünge der neapolitanischen Musik stattfinden. Tony und Ciro haben darin ihren Auftritt, Tony als Sänger neapolitanischer Lieder und Ciro als Mime (Pulcinella). Nach der Arbeit fahren sie mit dem Auto zurück und wissen, dass das Neapolitanische Lied noch immer sehr lebendig ist, dass es nur ab und zu schläft wie jeder, der Vesuv eingeschlossen.
Dieser lockere dramaturgische Rahmen gibt dem Film-Essay Raum für die Stimmen der Einwohner Neapels. Wie die Muster eines Kaleidoskops sich immer wieder neu zusammensetzen, so variieren die Blicke der Neapolitaner auf ihre Stadt. Jeder sieht sie mit der Distanz eines Außenstehenden: sei es der Fischverkäufer, der Handwerker, die Hausfrau, der Priester, der Lehrer, der Obsthändler, die Wäscherin, Alte und Junge, alle äußern sich zu Themen, die auch immer wieder in der Musik Neapels auftauchen.
Der Film zeigt insofern das Neapolitanische Lied im komplexen und dynamischen Umfeld des Alltags der Stadt. Es wird nicht beurteilt, klassifiziert oder analysiert, sondern als ein lebendiges Phänomen präsentiert, das dem Temperament der Neapolitaner unentbehrlich ist.

## Hintergrund
„Der Neapolitaner interessiert sich nicht für die Wahrheit, denn jede Wahrheit ist im Grunde hässlich. Ebensowenig interessiert ihn die Nützlichkeit. Neapel gründet auf dem was man empfindet. In Neapel bestimmt die Empfindlichkeit.“ Mit diesem, frei nach Hermann Graf Keyserling zitierten und auf Neapel bezogenen Vorspanntitel beginnt der Film-Essay. Wie für dieses Genre üblich, folgt der Film keiner dramaturgischen Spannungsstruktur, sondern ist eine Kollage von Aussagen über Neapel und von Passagen aus bekannten und unbekannten Neapolitanischen Liedern. Die Einwohner der Stadt, die ihre Kommentare vorbringen, werden von neapolitanischen Schauspielern und Laien dargestellt. „Eine ungewöhnliche Entscheidung der Autoren, die Realität dokumentieren wollen und zwar im Originalton.“ In der Tat geht der Film-Essay in dieser Hinsicht einen Schritt weiter als der gewöhnliche Dokumentarfilm.

## Kritiken
„Dieses Portrait Neapels gleicht einem Gemälde von Arcimboldo, der seine Figuren komponierte, indem er von nur zwei Elementen ausging: Gemüse oder Fische. Dieser Film geht ganz einfach von Tönen aus, um die Stadt zu beschreiben. Ein Zusammenklang verschiedener Tonalitäten, der aus der gesprochenen Sprache schöpft, aus dem kontinuierlichen Stimmengewirr einer Welt, die ständig den drohenden Krämpfen des Vesuvs ausgesetzt ist. Es gibt in dieser Evokation keine Kommentare, eher spielt sie mit den verschiedenen Masken Harlekins; es gibt hingegen versöhnliche oder deklamierende Aussagen, spöttisch und im herzhaften, philosophisch-volkstümlichen Geschmack.“

„Mehr als ein richtiger Dokumentarfilm ist Luna rossa ein Spielfilm ‚unter anderem Namen‘: die Erzählung zweier Hauptdarsteller, symbolische Figuren, die, während sie durch Neapels geschichtsträchtige und suggestive Straßen fahren, der Evolution des volkstümlichen neapolitanischen Gesangs und ihren bedeutendsten Interpreten nachgehen. Aus der Distanz eines Fremden, erzählt Luna rossa von einer aus der Mode gekommenen Stadt, in der die Liebe zum Lied unverändert geblieben ist und Wandel und Moden überlebt hat.“